# Grande plaine européenne

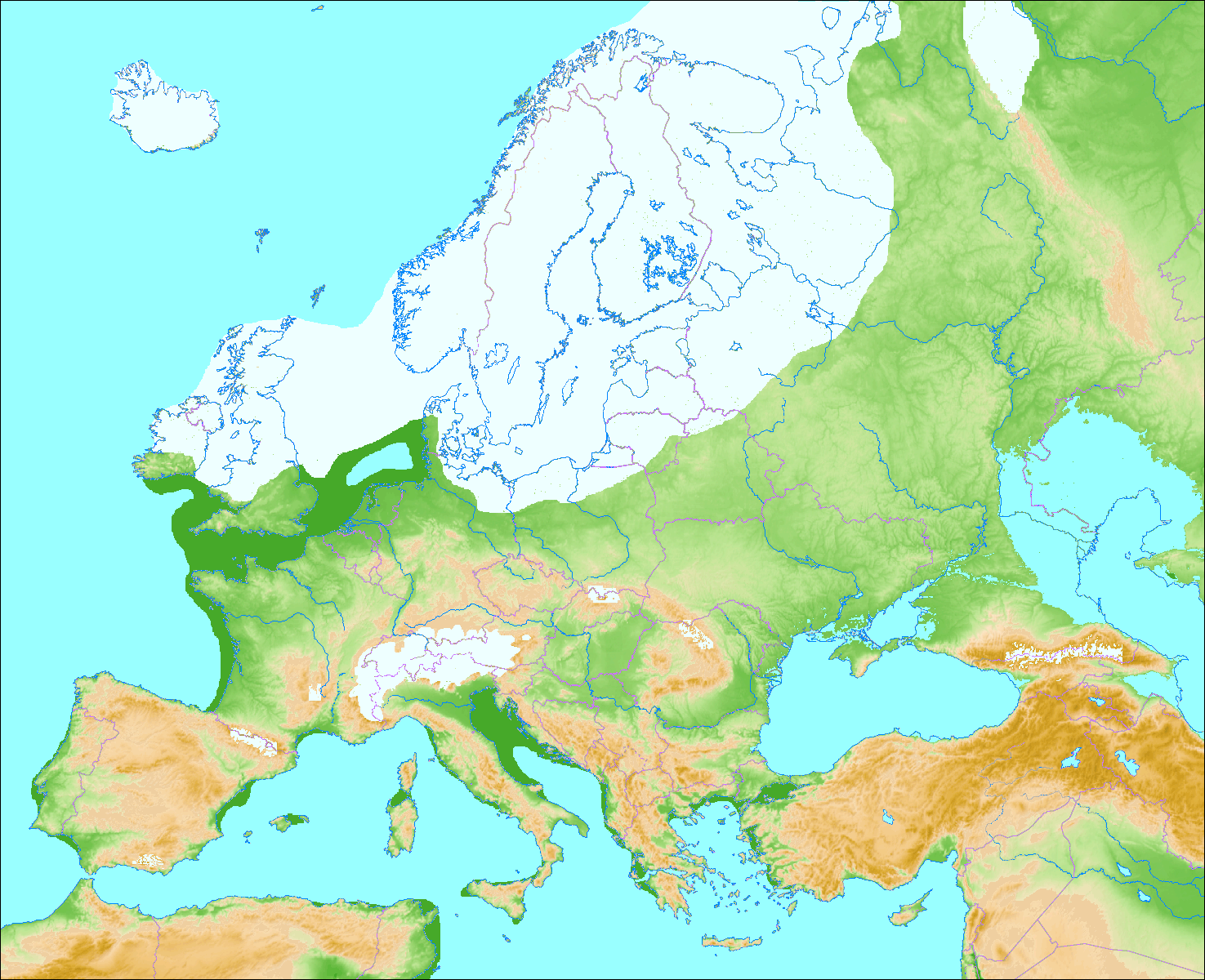
Extension maximale des calottes glaciaires du Nord de l'Europe au cours du Vistulien et de son équivalent alpin le Würmien. En avant du front glaciaire (200 ou 300 km) de l'inlandsis eurasiatique, la zone des lœss correspond en grande partie à la Grande plaine européenne.

La grande plaine européenne, ou plus simplement la plaine européenne, est la principale plaine d'Europe bien que quelques plateaux s'y trouvent. Elle s'étend des Pyrénées et de l'océan Atlantique à l'ouest, à l'Oural à l'est.

## Composition
Elle se compose en grande partie de la plaine d'Europe du Nord et de la plaine d'Europe orientale. Ces subdivisions sont plus historiques que géomorphologique : la plaine d'Europe orientale étant auparavant dans l'Empire russe portait alors le nom de plaine de Russie. A l'ouest, elle se compose de la plaine de Flandre, du bassin parisien et du bassin aquitain. Au centre, la plaine d'Europe du Nord comprend les Pays-Bas, la plaine d'Allemagne du Nord et polonaise, et le Jutland.
En Europe occidentale, la plaine est plus étroite (généralement dans les 320 km) au nord de l'Europe, mais elle s’élargit de manière significative au nord de la Russie
La plaine est coupée par plusieurs fleuves importants tel que la Loire, le Rhin, et la Vistule à l'ouest ; la Dvina septentrionale et la Daugava s'écoulent vers le nord en Europe de l'est et en Russie, et la Volga, le Don et le Dnieper s'écoulent vers le sud dans la Russie européenne.